# Thymoites piarco
Thymoites piarco är en spindelart som först beskrevs av Claude Lévi 1959.  Thymoites piarco ingår i släktet Thymoites och familjen klotspindlar. Inga underarter finns listade i Catalogue of Life.